# هاري كيستين
هاري كيستن أو هاري كيستين (29 مارس 2019 19 نوفمبر 1931) هو عالم رياضيات أمريكي الذي اشتهر لعمله في الاحتمال، وأبرزها على السير عشوائي وعلى مجموعة و الرسوم البيانية، والمصفوفات العشوائية، والعمليات المتفرعة، ونظرية الترشيح.

## حياته
نشأ كيستن في هولندا، حيث انتقل مع والديه في عام 1933 هربًا من النازيين. حصل على الدكتوراه. في عام 1958 في جامعة كورنيل تحت إشراف مارك كاك. وكان مدرسا في جامعة برنستون و جامعة العبرية قبل ان يعود إلى كورنيل في عام 1961.
توفي كيستن في 29 مارس 2019 في إيثاكا عن عمر يناهز 87 عامًا.